# 杜彤
杜彤（1864年—1929年9月），字子丹、仰滋（兹），楊柳青的家宅堂号旭林堂，直隷天津楊柳青鎮人，清末翰林，書法家。

## 生平
清朝同治三年（1864年）出生，光緒十八年（1892年）壬辰科2甲14名進士，同年五月，改翰林院庶吉士。光緒二十年四月，散館，授翰林院編修。官至新疆提學使並署佈政使。工書行楷。
1906年，新疆提學使杜彤令各道改塾學為兩等小學堂，並設立各類實業學堂、漢語學堂、識字學塾。

1905年清朝廢除科舉制度，興辦學堂。1906年杜彤首任新疆提學使時說：“國家之命脈在多數之（小）學堂”，并說：“興學於新疆視內地艱難倍蓰”。 杜認為興辦學堂旨在：“一、求普不求高；二、學務用人，厚薪不兼差；三、循次漸進，不惑於各族人民難於見功之說”。

## 家庭
杜彤共育有七名子女：
- 杜彤與嫡夫人劉氏（杨柳青镇人）育有三女一子：杜聯澄（三姐）、杜聯溎，字涵若（四姐）、杜聯凱，字振武（子）以及杜聯喆（幼女）。
- 杜彤與郝氏（甘肃人、穎陶出生不久即去世）又育有一子：杜聯齊，又名杜穎陶。
- 杜彤與趙氏（天津人）再育有一子一女：杜聯棨（子），杜聯沅（女）。